# جیسون گری-استنفورد
جیسون گری-استنفورد (انگلیسی: Jason Gray-Stanford؛ زادهٔ ۱۹ مهٔ ۱۹۷۰) یک هنرپیشه و صداپیشه اهل کانادا است. وی از سال ۱۹۸۶ میلادی تاکنون مشغول فعالیت بوده‌است.

## گزیدهٔ آثار

### سینما
- آسمان سرخ (۲۰۱۴)
- فانتوم (۲۰۱۳)
- پرچم‌های پدران ما (۲۰۰۶)
- معما، آلاسکا (۱۹۹۹)

### تلویزیون
- ان‌سی‌آی‌اس (۲۰۱۲)
- آناتومی گری (۲۰۱۱)
- مانک (۲۰۰۹–۲۰۰۲)
- دروازه ستارگان اس‌جی-۱ (۱۹۹۹)